# Shou-Wu Zhang

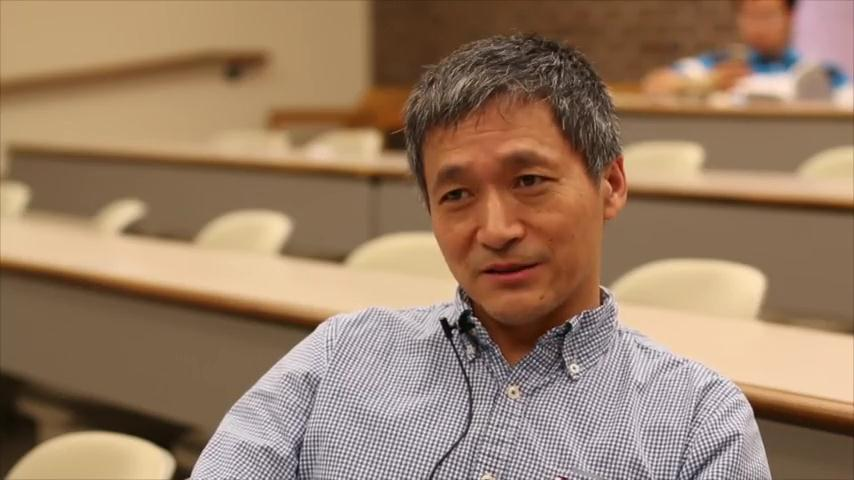
Shou-Wu Zhang

Shou-Wu Zhang  (* 9. Oktober 1962 in Hexian, Anhui, China) ist ein chinesischer Mathematiker, der sich mit Zahlentheorie und arithmetischer algebraischer Geometrie befasst. Er ist Professor an der Princeton University.
Zhang studierte ab 1980 zunächst Chemie und dann Mathematik an der Sun-Yat-sen-Universität (Guangdong) mit dem Bachelor-Abschluss 1983. Nach dem Master-Abschluss 1986 an der Chinesischen Akademie der Wissenschaften studierte er bei Lucien Szpiro an der Columbia University und Gerd Faltings in Princeton und wurde 1991 bei Szpiro an der Columbia University promoviert (Positive Line Bundles on Arithmetic Surfaces). Er war Mitglied des Institute for Advanced Study und ab 1991 Assistant Professor in Princeton. 1996 wurde er Professor an der Columbia University und 2011 an der Princeton University.
Außerdem ist er seit 2000 Professor an der Universität Tsinghua und seit 2001 L. K. Hua Professor an der Chinesischen Akademie der Wissenschaften.
Unabhängig von Emmanuel Ullmo bewies er 1998 die Bogomolov-Vermutung, eine Verallgemeinerung der Manin-Mumford-Vermutung in der Zahlentheorie, und er bewies sogar eine Verallgemeinerung der klassischen Bogomolov-Vermutung. Er baute dabei auf seiner Theorie positiver Geradenbündel in der Arakelov-Geometrie auf. Außerdem verallgemeinerte er den Satz von Benedict Gross und Don Zagier (1986) über Heegner-Punkte elliptischer Kurven auf abelsche Varietäten vom Typ GL(2) über total reellen Zahlkörpern, womit er auch einen Spezialfall der Vermutung von Birch und Swinnerton-Dyer für diese Varietäten lieferte. 
Von Zhang stammen auch Beiträge zur arithmetischen Dynamik mit Vermutungen, die in Richtung einer dynamischen Version der Manin-Mumford-Vermutung gehen.
Zhang arbeitete auch an Beweisversuchen der abc-Vermutung.
Er war Sloan Research Fellow und Guggenheim Fellow (2009), ist Fellow der American Mathematical Society (2016) und der American Academy of Arts and Sciences (2011). 2003 war er Clay Prize Fellow. 1998 war er einer der ersten Mathematiker, die die Morningside-Medaille in Gold  auf dem Internationalen Kongress Chinesischer Mathematiker (ICCM) erhielten. Er war Invited Speaker auf dem Internationalen Mathematikerkongress in Berlin 1998 (Small points and Arakelov theory).
Zu seinen Doktoranden gehören Zhang Wei und Bhargav Bhatt.

## Schriften
- Equidistribution of small points on abelian varieties, Annals of Mathematics, Band 147, 1998, S. 159–165
- Gross-Zagier formual for GL2, Asian J. Math., Band 5, 2001, S. 183–290
- Gross--Schoen cycles and Dualising sheaves, Inventiones Mathematicae, Band 179, 2010, S. 1–73, Arxiv
- mit Xinyi Yuan:  The Gross--Kohnen--Zagier Theorem over Totally Real Fields, Compositio Math., Band 145, 2009, S. 1147–1162.
- Arithmetic of Shimura Curves, Science China, Mathematics, Band 53, 2010, S. 573–592
- Distributions in algebraic dynamics, in: S.-T. Yau (Hrsg.), Differential Geometry: A Tribute to Professor S.-S. Chern., Surveys in Differential Geometry, Band 10, 2006, S. 381–430